# Кустода
Кустода (лат., охорона, застава) — перше слово (інколи перший склад) тексту наступної сторінки, поставлене внизу попередньої сторінки або вміщене у верхній частині шпальти енциклопедії, словника, довідника. Одне зі значень терміну «кустос» в друкарстві.